# 廣潤門
廣潤門，南昌明代七大城門之一，又名柴步門、橋（翹）步門、廣貨門。其遺址位於今南昌船山路、棋盤街、直沖巷的交叉處。
現代以前，這一地帶錢、鹽、糧、“五洋”商店鱗次櫛比，百貨、布紗、顏料批發商號雲集在城門附近的棉花市、帶子巷、塘塍上一帶。豫章古刹萬壽宮亦位於附近。因此此地熱鬧繁盛，故而有“推進湧出廣貨門”的俗諺。
Template:七門九洲十八坡